# فورد فالکون کبرا
فورد فالکون کبری (Ford Falcon Cobra) خودرویی است که در سال‌ ۱۹۷۸ تولید شده‌ است.
این خودرو در دستهٔ خودروهای عضلانی قرار دارد.